# Kanakono
Kanakono  è una città, sottoprefettura e comune della Costa d'Avorio, situata nel dipartimento di Tengréla. Conta una popolazione di 22 901 abitanti (censimento 2014).